# Gongcheng Shuiku
Gongcheng Shuiku (kinesiska: 共成水库) är en reservoar i Kina. Den ligger i provinsen Guangdong, i den södra delen av landet, omkring 120 kilometer sydväst om provinshuvudstaden Guangzhou. Gongcheng Shuiku ligger 74 meter över havet. Arean är 2,1 kvadratkilometer. I omgivningarna runt Gongcheng Shuiku växer i huvudsak städsegrön lövskog. Den sträcker sig 2,4 kilometer i nord-sydlig riktning, och 3,1 kilometer i öst-västlig riktning.
Genomsnittlig årsnederbörd är 2 302 millimeter. Den regnigaste månaden är maj, med i genomsnitt 327 mm nederbörd, och den torraste är januari, med 28 mm nederbörd.